# Литвинов, Пётр Дмитриевич
Пётр Дмитриевич Литвинов (1916—1943) — сержант Рабоче-крестьянской Красной Армии, участник Великой Отечественной войны, Герой Советского Союза (1943).

## Биография
Родился 18 сентября 1916 года в селе Люботино Кокчетавского уезда Акмолинской области (ныне — упраздненное в 1990-х гг. село, располагавшееся на территории Айыртауского района Северо-Казахстанской области Казахстана).
До призыва в армию работал сначала кладовщиком на сахарном заводе в Талды-Курганской области, затем осмотрщиком вагонов на железной дороге в Алма-Ате. В 1939 году Литвинов был призван на службу в Рабоче-крестьянскую Красную Армию. С июня 1941 года — на фронтах Великой Отечественной войны.
К сентябрю 1943 года сержант Пётр Литвинов командовал отделением миномётной роты 12-го стрелкового полка 53-й стрелковой дивизии 7-й гвардейской армии Степного фронта. Отличился во время битвы за Днепр. 30 сентября — 18 октября 1943 года Литвинов участвовал в боях на плацдарме на западном берегу Днепра в районе села Бородаевка Верхнеднепровского района Днепропетровской области Украинской ССР, во главе своего отделения отражая немецкие контратаки.
18 октября 1943 года Литвинов погиб в бою. Похоронен в братской могиле в селе Правобережное Верхнеднепровского района.
Указом Президиума Верховного Совета СССР от 20 декабря 1943 года за «образцовое выполнение боевых заданий командования на фронте борьбы с немецкими захватчиками и проявленные при этом мужество и героизм» сержант Пётр Литвинов посмертно был удостоен высокого звания Героя Советского Союза. Также был награждён орденами Ленина и Красного Знамени, медалью.